# إرني شفايتزر
إرني شفايتزر (بالفرنسية: Erny Schweitzer)‏ (مواليد 13 أبريل 1939) هو سبّاح لوكسمبورغي، مثّل بلاده في الألعاب الأولمبية الصيفية 1960.

## روابط خارجية
إرني شفايتزر على موقع الاتحاد الدولي للسباحة (الإنجليزية)
- إرني شفايتزر على موقع أوليمبيديا (الإنجليزية)